# SNR G292.0+01.8
SNR G292.0+01.8 és un romanent de supernova situat a la constel·lació del Centaure.